# Regimento do Parlamento Europeu
O Regimento do Parlamento Europeu é o documento com as regras de funcionamento do Parlamento Europeu que rege a Assembleia eleita nos termos dos Tratados, do Ato de 20 de setembro de 1976 relativo à eleição dos deputados ao Parlamento Europeu por sufrágio universal direto e das legislações nacionais decorrentes da aplicação dos Tratados.

## Ligação externa
- Texto do Regimento em português